# Адреногломерулотропин
6-MeO-THH (6-метокси-1,2,3,4-тетрагидрогарман; адреногломерулотропи́н) — производное триптолина и структурный изомер тетрагидрогармина (7-MeO-THH).

## Этимология названия
Адреногломерулотропин (лат. «ad-» («ak-», «at-») — приставка, означающая близость, дополнительность; лат. «ren-» почка; таким образом лат. adrenalis — надпочечный; glomerulus — клубочек (анат. клубочковая зона коры надпочечников — клетки «мишени»); греч. «τρόπος» — направление; впервые название предложено в 1959 г. Гордоном Фареллом с сотр.

## Биологическое значение
Адреногломерулотропин — гормон шишковидного тела (эпифиза), является продуктом биотрансформации мелатонина. Основными клетками-мишенями являются секреторные клетки альдостерона в клубочковой зоне коры надпочечников. Препарат синтезирован Мак-Исааком (англ. W. M. McIsaac) в Техасе, в физиологических условиях, из ацетальдегида и 5-метокситриптамина. Природное соединение является чистым (1-R) изомером.

## Фармакология
Очень мало известно о психоактивном действии 6-MeO-THH на людей. При употреблении 100—150 мг активности не обнаружено. В своей книге TiHKAL Александр Шульгин упоминает об этом веществе и утверждает, что оно очень схоже с другими карболинами, такими как пинолин и триптолин, а также подмечает, что исследования в этой области многообещающие.

## Использованная литература
- Annual Review of Pharmacology, April 1964, Vol. 4, Pages 317—340
- 5-23-12-00070 (Beilstein Handbook Reference)